# Humberto Álvarez
Humberto Álvarez   (Medellín, 13 de juny de 1929 - Medellín, 9 de juny de 2019) fou un futbolista colombià de la dècada de 1950.
Pel que fa a clubs, defensà els colors d'Atlético Nacional durant més d'una dècada. Fou 6 cops internacional amb la selecció de Colòmbia amb la qual participà en el Campionat Sud-americà de futbol de 1957.